# Hoppenböcken
Hoppenböcken ist eine Hofschaft in der bergischen Großstadt Solingen.  

## Lage und Beschreibung
Hoppenböcken befindet sich am Südrand der geschlossenen Bebauung der Wohnviertel rund um Eichenstraße und Pfaffenberger Weg inmitten des Stadtbezirks Burg/Höhscheid. Die zu dem Ort gehörenden Gebäude befinden sich am Quellufer des Schellberger Baches. Sie liegen an der nach dem Ort benannten Stichstraße Hoppenböcken, die südlich vom Thalesweg abzweigt. Der Ort besteht bis heute unter anderem aus einer Gruppe von Fachwerkgebäuden, von denen einige unter Denkmalschutz stehen. In den zur Wupper hin abfallenden Gebieten im Süden befindet sich auch der Sattelsberg, eine 211 Meter hohe natürliche Erhebung im bewaldeten Solinger Süden.
Benachbarte Orte sind bzw. waren (von Nord nach West): Maushöhe, Spielbruch, Dornsiepen, Meisenburg, I. Hästen, Schellberg, Odental, Eichholz, Schlicken und Böckerhof.

## Etymologie
Die Ortsbezeichnung ist von dem Familiennamen Hoppe abgeleitet. Das Suffix -böcken deutet auf einen Buchenwald hin, bei dem der Bauernhof entstanden ist. Der Ortsname wurde im Jahre 1937 offiziell als Straßenname eingeführt.

## Geschichte
Hoppenböcken hat bereits im 17. Jahrhundert bestanden. In den Eintragungen der reformierten Kirchengemeinde vom 24. Juni 1690 wird ein Hoppe zur Buchen erstmals urkundlich erwähnt. In dem Kartenwerk Topographia Ducatus Montani von Erich Philipp Ploennies, Blatt Amt Solingen, aus dem Jahre 1715 ist der Ort mit einer Hofstelle verzeichnet und als z. Bücke benannt. Der Ort wurde in den Registern der Honschaft Dorp innerhalb des Amtes Solingen geführt. Die Topographische Aufnahme der Rheinlande von 1824 verzeichnet den Ort als Hoppenböcken, ebenso wie die Preußische Uraufnahme von 1844. In der Topographischen Karte des Regierungsbezirks Düsseldorf von 1871 ist der Ort als Hoppenböcker verzeichnet.
Nach Gründung der Mairien und späteren Bürgermeistereien Anfang des 19. Jahrhunderts gehörte der Ort zur Bürgermeisterei Dorp, die 1856 das Stadtrecht erhielt, und lag dort in der Flur VII. Schlicken. Die Bürgermeisterei beziehungsweise Stadt Dorp wurde nach Beschluss der Dorper Stadtverordneten zum 1. Januar 1889 mit der Stadt Solingen vereinigt. Damit wurde Hoppenböcken ein Ortsteil Solingens.
In der zweiten Hälfte des 19. Jahrhunderts wurde zwischen Hoppenböcken und dem I. Hästen Eisenerz abgebaut. Doch in den beiden Zechen Ringeltaube und Nelson wurden nur geringe Mengen dieses Rohstoffs gefördert.:6
Aufgrund seiner topografischen Lage wurde der Ort nur geringfügig baulich verändert bzw. erweitert. Damit blieb sein ursprünglicher Hofschaftscharakter mit verstreuten angeordneten Fachkwerk- und Schieferhäusern bis heute erhalten. Seit dem Jahre 1984/1996/1995 sind die historischen Gebäude Hoppenböcken 7, 9, 10, 11, 12, 12a, und 14 in die Solinger Denkmalliste eingetragen.

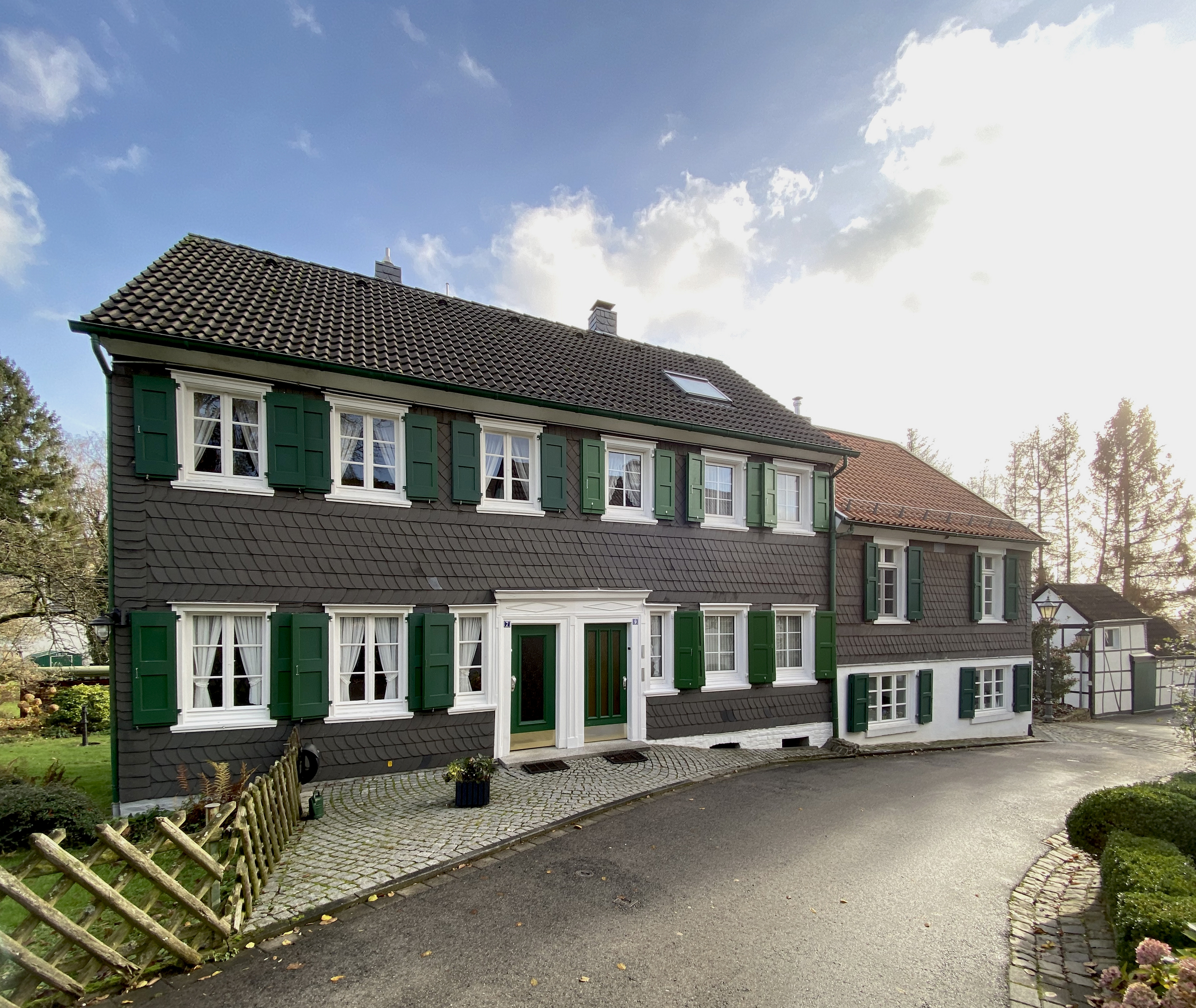
Hoppenböcken 7/9
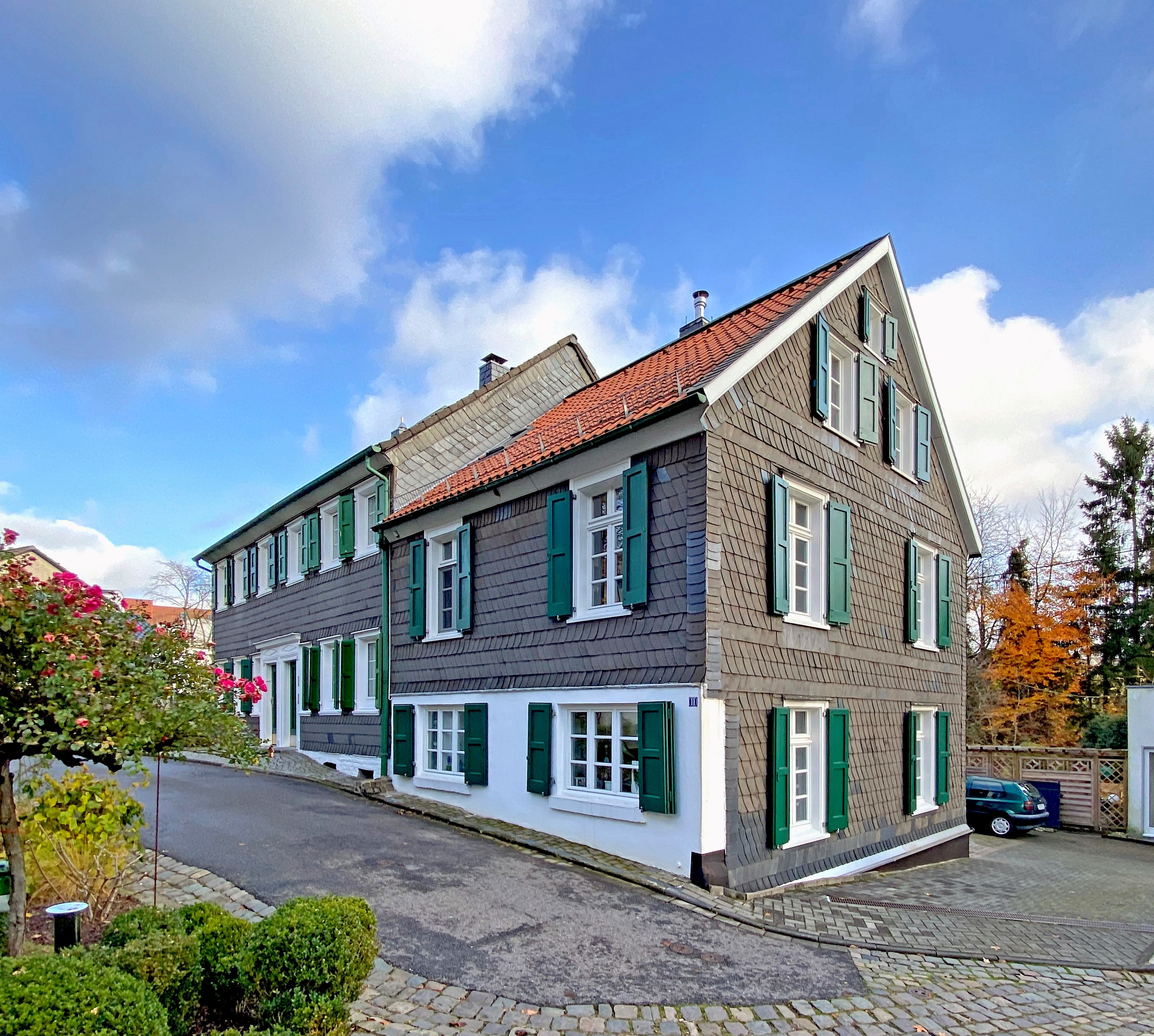
Hoppenböcken 11
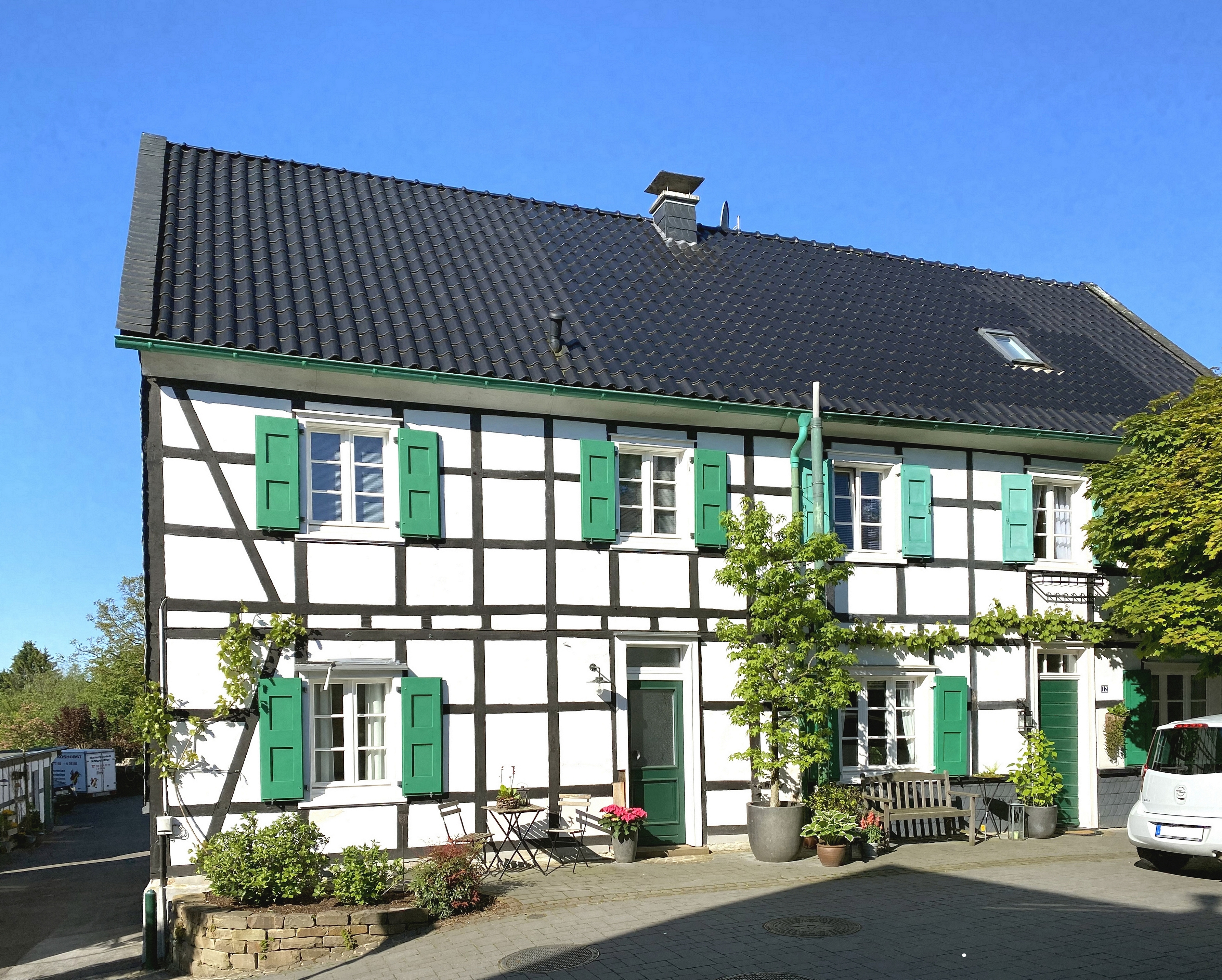
Hoppenböcken 10/12/12a
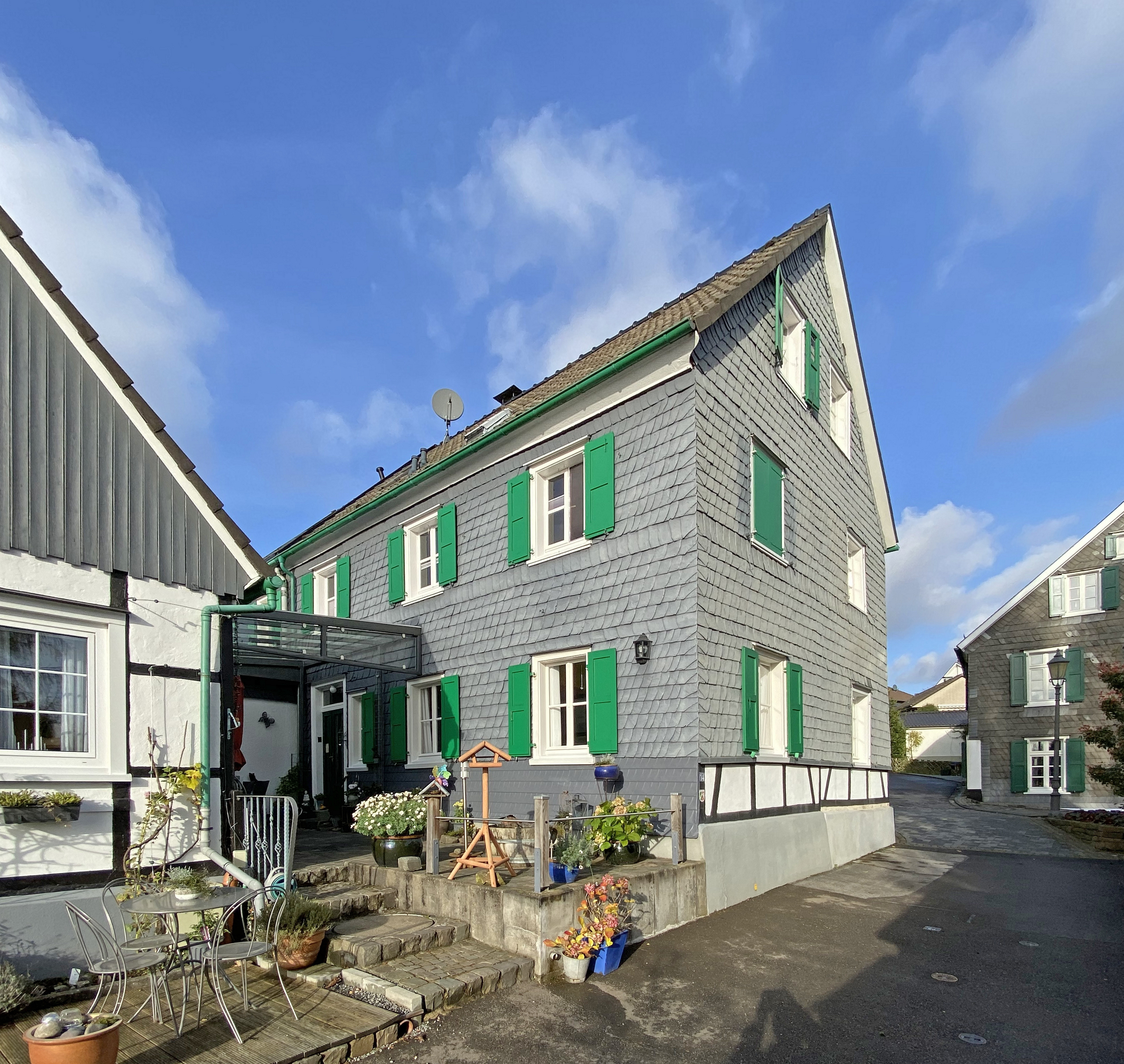
Hoppenböcken 14